# 松前木遣
松前木遣（まつまえきやり）とは、伊勢神宮の式年遷宮における御木曳の神事で唄われた木遣唄である。

## 概要
神宮式年遷宮で、用材を運ぶ儀礼「御木曳」の折に唄われ、あるいは二見浦の夫婦岩に大注連縄をかける際の掛け声としても用いられた。後に、北前船の航路に当たる瀬戸内海沿岸、北陸、東北地方の日本海沿岸、さらに大和民族の経済圏の拡大に伴って北海道から樺太 に伝播し、各地で新たな民謡として定着した。

### 名称

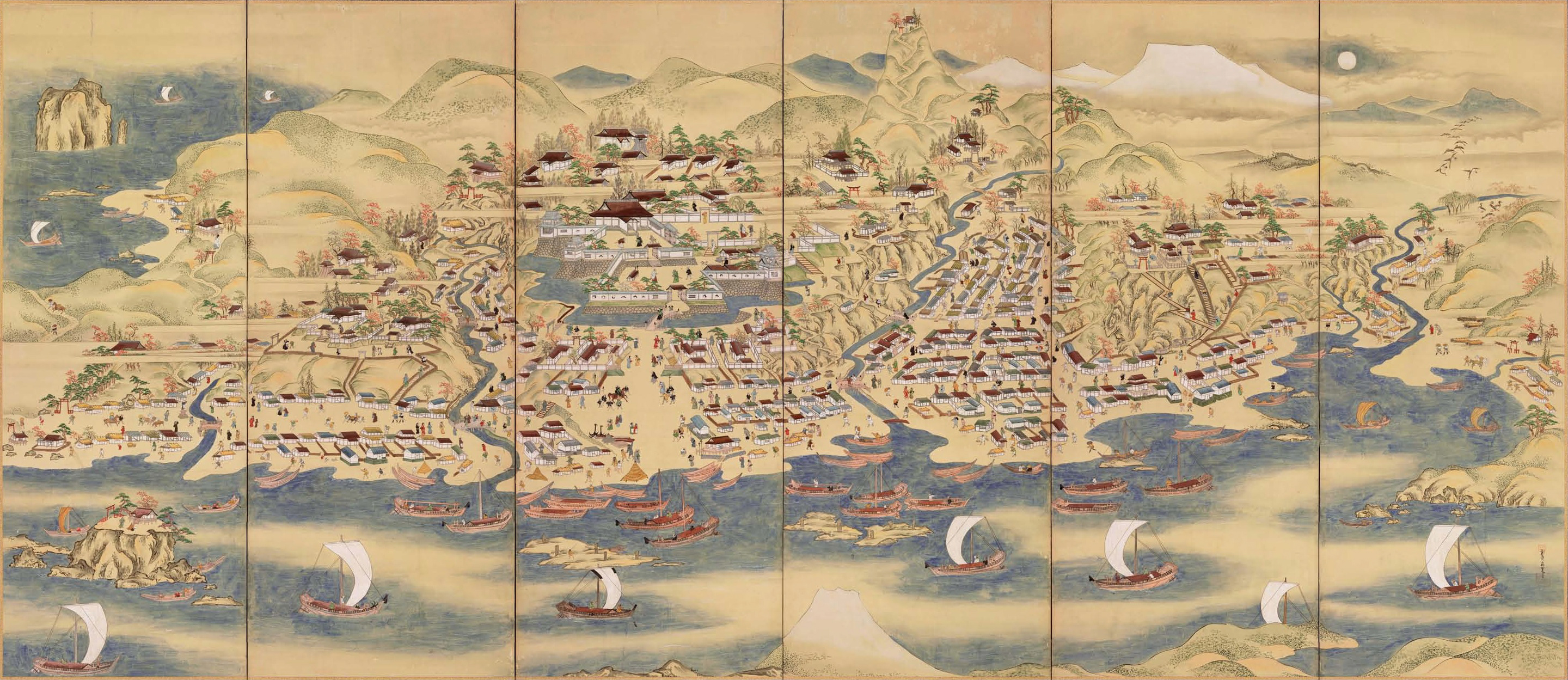
宝暦年間に描かれた「松前屏風」。西国はじめ諸国からの廻船で賑わう松前の城下町

松前木遣の「松前」とは、日本最北の藩・松前藩の城下町である松前の街である。伊勢の遷宮で謡われたこの木遣が「松前」の名称を持つに至った経緯について、民謡研究家の竹内勉は以下のように考察している。
「瀬戸内海塩飽諸島の船乗りは伊勢神宮を熱心に信仰し、新造船の舟卸しから帆柱起こしなど大人数が力を結集する作業のおり、音頭取りとしてお木曳の木遣を唄った。後に塩飽諸島の船乗りは大坂から瀬戸内海を経て北海道に向かう北前船、つまり松前に向かう船の乗組員となり、航路に当たる山陰、北陸方面から東北の寄港地に置いて、船おろしや帆柱起こしなどの力仕事でお木曳の木遣を謡った。寄港地の人々は、伊勢神宮のお木曳に由来するこの木遣唄をありがたいものとして受容した。そして「松前行きの船乗りの木遣」として、お木曳木遣を「松前木遣」と名付けた。
竹内勉は、「松前木遣」の命名者は「新潟の花柳界ではないか」と推測している。

### 伊勢神宮のお木曳木遣

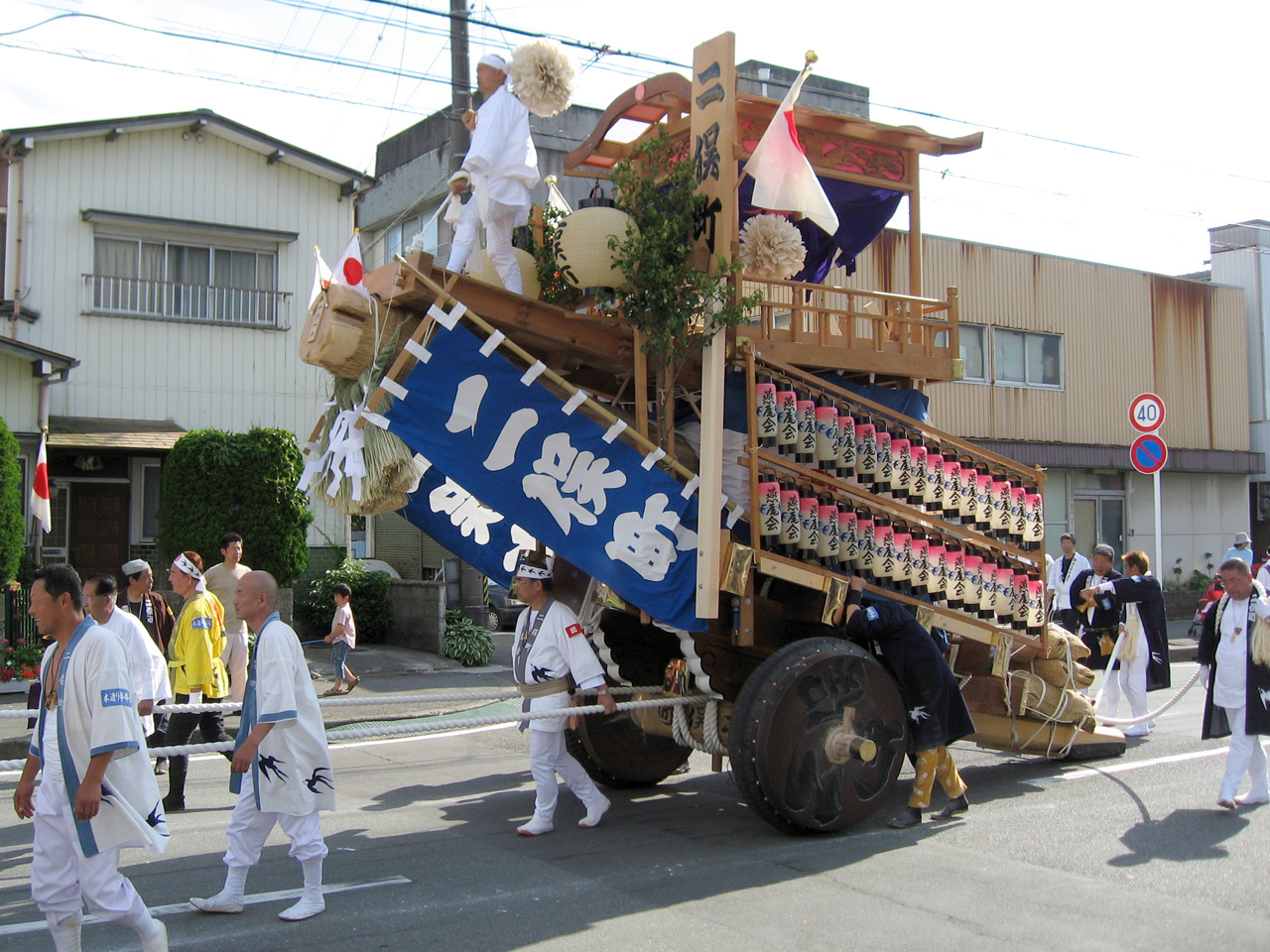
伊勢神宮、式年遷宮の御木曳

伊勢神宮を有する三重県の式年遷宮時の木遣り唄は、以下のものである。
水揚木遣（伊勢市中島町）
オーホーンエー
勢勇団ではヨーイヤーヨー
（ソリャヤットコセー　ヨーイヤヨー）
さりとては　ふんどが　名を出すヨーイトショー
（ソリャハー　ヤッセーサ　エイエイヤ　エイエイヤー　エイ）

子供木遣（伊勢市中島町）
（アーエーンヤーサーンヨーエ　サーサーヨーイヤーサー）
サー祝いめでたの若松様は
（ソーレーカソーレーカ）
枝も栄える葉も茂るサンヨーエー
（アーエーンヤーサンヨーエ　サーサーヨイヤサー）

本木遣（伊勢市中島町）
（アーヨーイサヨイサー　エーコレワノサー締めて曳くのもいさぎよくヨーイサーヨイヤサー）
オンヤリョーさてもめでたやこの御柱を
（ハーやっつけな　綱をしらべて声掛けてソーオレ）
曳いて納むるコレワノーありがたやエイヨーサー
（アーレヨーイサヨイサー　エーコレワノサー締めて曳くのもいさぎよくヨーイサーヨイヤサー）

お木曳木遣（伊勢市古市）
ホーイエー
お木は木曽山ヨーイヤーヨーイ
（ヤットコセー　ヨーイヤナー）
谷谷越えて　今は五十鈴の宮柱ヨーイトセー
（ソリャアーリワ　アリャリャリャリャン　ヨーイトコヨートコセー）
花の中から木遣がもれる　木遣聞きたや顔見たや

神宮の御用材のヒノキ材を木曽から桑名まで水路で運び、桑名から伊勢湾を海路で南下、宮川を利用して小川町付近の貯木場へ50本の材を組んだ筏を運び込み、小川町の町民が4月1日より総出で水揚げする。その折の木遣が「水揚木遣」で、これは伊勢でも小川町でしか唄われない。
宮川から揚げた材は台車に積んで毎日5，6台を各町内の氏子が引いて運ぶ。その折に材の上で音頭取りが唄うのが「本木遣」で、子供たちが歌うのが「子供木遣」である。まず子供が子供木遣を唄い、続いて大人が本木遣を唄い終えるや待機していた町民550人ほどが一斉に綱を取って材を曳く。しばらく曳けば一休みし、再開の折は再度「子供木遣」「本木遣」を唄ったうえで綱を曳く。

## 日本各地の分布

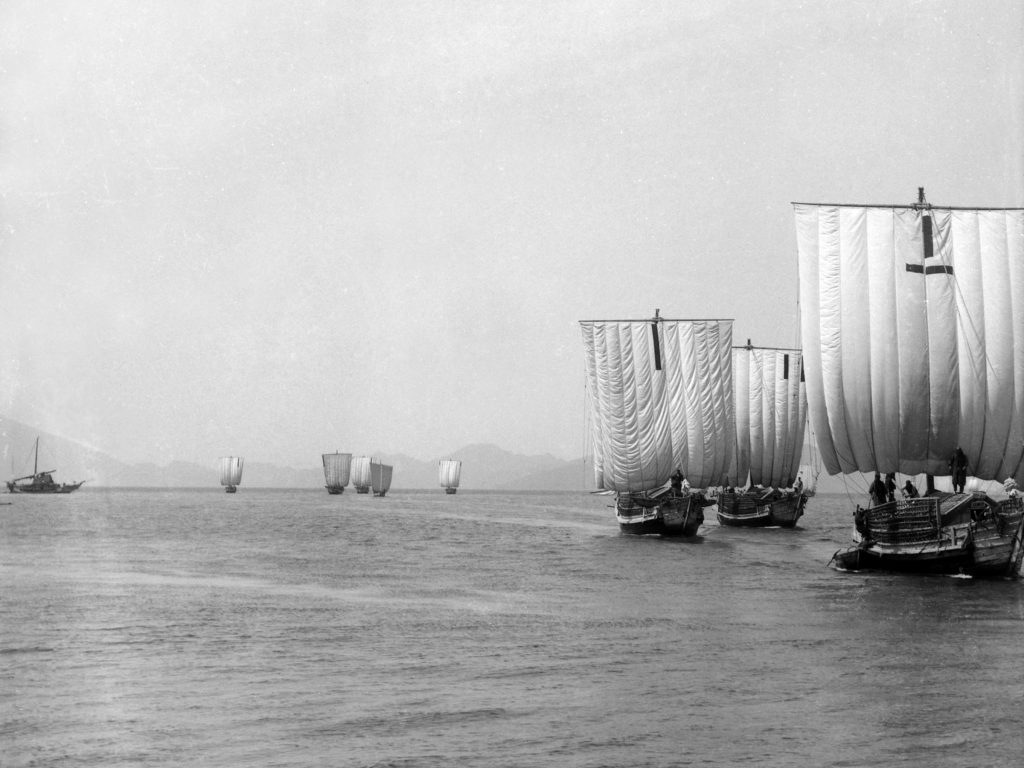
明治末から大正期に撮影した北前船（井田家旧蔵古写真・福井県立若狭歴史博物館蔵）。北前船は物資と共に、民謡を運んだ

松前木遣は沖縄地方を除く日本各地、とりわけ北前船の航路を有する日本海沿岸地方に伝播した。そのため松前木遣の掛け声
「アラアラドッコイ　ヨーイトコ　ヨイトコナー」
「アリャリャン　コリャリャン　ヨーイトナー」
の掛け声を含む民謡がそれらに地域に伝承されている。
以下に、日本各地の「松前木遣系統」の民謡を示す

### 鰊場作業唄より「網起こし音頭」の「切り声」
江戸時代後期から昭和中期まで北海道日本海沿岸を中心に盛況を極めたニシン漁の水揚げ作業で唄われた民謡。ニシン捕獲用の「建て網」に追い込まれたニシンを、運搬、貯蔵用の大網「枠網」へと移し替える網起こし作業の折に唄われる。
積丹町美国　美国鰊場音頭保存会　昭和45年（1970年採録）

### 帆柱起こし音頭
北前船は木造船のためにフナクイムシの害を受ける。そこで船が航行しない冬季には河口部に船を舫うことで、淡水に弱いフナクイムシを退治する。その折、帆柱は倒して筵で覆い、冬を越させた。冬季の船の係留場所は瀬戸内では大阪の木津川河口、日本海沿岸では富山県小矢部川の河口、伏木だった。伏木では仕事始めの三月吉日、「帆柱起こし」の儀礼を行う。直径1尺3寸、長さ23尺の帆柱の覆いを解き、帆や巻き綱をつけ、ロクロで引いて引き立て、観物人には餅巻きで祝う。その折に唄われる「帆柱起こし音頭」の囃し言葉は、松前木遣そのままである。

### 船曳き唄
鳥取県鳥取市を流れる千代川河口の賀露（かろ）の港では、出入りの千石船を舫う折、船を引き寄せる綱を曳く際の唄が伝承されていた。民謡研究家の竹内勉は昭和41年（1966年）、当時54歳の漁師から「船曳き唄」を採録している。

### あか取り唄
「あか」（淦）とは、船内に溜まる漏水の事である。漏水は竹製のポンプで吸い出して船外に捨てるが、その際の作業唄が「あか取り唄」として島根県浜田市で採集されている。

### 桑名の殿さん
三重県桑名市は江戸期には伊勢湾の海上交通の要衝として、東海道の宿場町・桑名宿として、さらに桑名藩の城下町として栄えた。桑名の花柳界に伝わる「桑名の殿さん」は、松前木遣をお座敷唄に仕上げたものである。
なお歌詞の中に「松前殿さん　鰊で茶々漬け」の語があることから桑名の花柳界の客には「西廻り航路」「北前船」「松前」「ニシン」に詳しい上方商人が多く、彼ら、そして西日本の花柳界で「松前木遣」の名が生まれたのではないか、とも竹内勉は考察している。

## 日本各地の、松前木遣系統の民謡
NHK（日本放送協会）は昭和戦前期から半世紀にわたり鹿児島県奄美地方、トカラ列島と沖縄県を除いた全国各地で民謡を採集して記録し、『日本民謡大観』としてまとめた。その折の録音資料は北海道から鹿児島県まで46都道府県、2727曲に上る。以下は、そのうち松前木遣にルーツを持つ曲目の一覧である。一般的に網起こしや船下ろし、帆柱起こしなど船に関わる民謡が多く、それ以外でも土搗唄や酒造り唄など、大人数で力を結集する作業、とりわけハレの場で集団で謡われる曲目が多い。
| 地域                       | 名称                       | 唄われる状況                                                         | 採録日 | 出典   |
| -------------------------- | -------------------------- | -------------------------------------------------------------------- | ------ | ------ |
| 北海道積丹郡美国町         | 鰊場唄                     | ニシン漁の網起こし                                                   | 1962年 | [ 20 ] |
| 北海道十勝郡浦幌町厚内     | 鮭漁唄                     | サケ漁の網起こし                                                     | 1979年 | [ 21 ] |
| 岩手県盛岡市               | 土づき唄                   | 建築前の地固め                                                       | 1981年 | [ 22 ] |
| 岩手県盛岡市               | 酒造唄（船掛唄）           | 酒の醪を絞る際の時間計測                                             | 1941年 | [ 23 ] |
| 茨城県鹿島郡矢田部村       | 土搗唄                     | 地固め                                                               | 1942年 | [ 24 ] |
| 千葉県長生郡一宮町原       | 胴突唄                     | 地固め                                                               | 1966年 | [ 25 ] |
| 千葉県長生郡一宮町原       | 大漁木遣                   | 大漁祝い、進水式                                                     | 1966年 | [ 26 ] |
| 東京都三宅島坪田村         | 船揚木遣                   | 大漁祝い、船の陸揚げ                                                 | 1952年 | [ 27 ] |
| 新潟県東蒲原郡津川町       | 津川木遣                   | 祭礼の神輿担ぎ                                                       | 1961年 | [ 28 ] |
| 富山県氷見市               | 大漁木遣                   | 網起こし                                                             | 不明   | [ 29 ] |
| 富山県下新川郡上原村吉原   | 祭礼木遣                   | 祭礼の神輿担ぎ                                                       | 1952年 | [ 30 ] |
| 石川県石川郡美川町         | 柱起こしの木遣             | 三月の吉日、取り外して保存してあった帆柱を船頭らが立て上げる儀礼の折 | 1957年 | [ 31 ] |
| 静岡県磐田郡竜洋町掛塚     | 船おろし唄（松前）         | 新造船の進水式                                                       | 1956年 | [ 32 ] |
| 静岡県田方郡戸田村         | 祝い唄（松前木遣）         | 祭礼                                                                 | 1941年 | [ 33 ] |
| 愛知県常滑市               | 常滑木遣                   | 新造船の舟卸し、山車引き                                             | 1971年 | [ 34 ] |
| 和歌山県田辺市             | 地搗唄                     | 地固め                                                               | 1958年 | [ 35 ] |
| 和歌山県田辺市秋津         | 酒作唄                     | 仕込み桶への櫂入れ                                                   | 1958年 | [ 36 ] |
| 和歌山県有田郡清水町押手   | 幟上げ唄                   | 祭りの幟を立ち上げる折                                               | 不明   | [ 37 ] |
| 三重県南牟婁郡御浜町       | 木遣唄                     | 地固め                                                               | 1970年 | [ 7 ]  |
| 三重県桑名市               | 桑名の殿さん               | お座敷唄                                                             | 不明   | [ 38 ] |
| 鳥取県鳥取市下賀露         | 船下ろし唄                 | 新造船の舟おろし、船の曳航                                           | 不明   | [ 39 ] |
| 島根県周吉郡西郷町         | 松前殿さん                 | お座敷唄                                                             | 1970年 | [ 40 ] |
| 広島県豊田郡豊町           | 御手洗ろくろ巻き唄         | 舟の陸揚げ                                                           | 1961年 | [ 41 ] |
| 愛媛県温泉郡重信町下林     | 亀の子胴搗音頭（松前音頭） | 地固め                                                               | 1963年 | [ 42 ] |
| 愛媛県温泉郡河野村         | 地搗音頭（松前音頭）       | 地固め                                                               | 1950年 | [ 43 ] |
| 徳島県三好郡三好町足代     | 地搗唄（奴節）             | 地固め                                                               | 1968年 | [ 44 ] |
| 長崎県西彼杵郡三重村東樫山 | 胴搗唄（木遣音頭）         | 地固め                                                               | 1963年 | [ 45 ] |
| 大分県西国東郡香々地町     | 松前木遣                   | 地固め、祭礼の道中唄                                                 | 1962年 | [ 46 ] |
| 大分県東国東郡姫島村       | 船曳唄（松前木遣）         | 船おろし                                                             | 不明   | [ 47 ] |
| 宮崎県日向市美々津         | 船おろし音頭               | 新造船の舟卸し                                                       | 1961年 | [ 48 ] |
| 鹿児島県谷山市             | どんじ節                   | 地固め                                                               | 1961年 | [ 49 ] |